# 러브 FM (일본)
러브 FM은 러브 FM 국제 방송 주식회사가 운영하는 일본의 FM 라디오 방송국으로 규슈 지역의 외국어 방송구역인 후쿠오카시 · 기타큐슈시 · 구루메시 · 오무타시 · 사가시에서 방송을 실시하고 있다. 일본에 4 국 외국어 FM 방송의 하나로, 현재 영어, 중국어, 한국어 등 8개 언어로 방송되고 있다.
1997년 4월 1일에 개국하였으며, 애칭은 Love FM, 콜사인은 JOFW-FM이다.

## 주파수
- 후쿠오카 방송국 76.1MHz(1㎾)
- 기타큐슈 중계국 82.7MHz(250w)
- 후쿠오카서(후쿠오카 타워) 중계국 82.5MHz(100w) : 2002년 2월 8일에 면허 취득, 3일 후에 방송 개시.

## 연혁
- 1996년 8월 22일 : 주식회사 규슈국제FM 설립
- 1996년 11월 15일 : 후쿠오카 방송국에 예비 면허 교부
- 1997년 3월 19일 : 후쿠오카, 기타큐슈국에 본면허 교부
- 1997년 4월 1일 : FM방송국으로는 일본 49번째, 후쿠오카에서 3번째, 규슈지역 첫 번째 외국어 FM방송국으로 개국
- 1999년 12월 1일 : 메가네트(메갈로폴리스 라디오 네트워크) 가맹
- 2002년 2월 11일 : 후쿠오카시 서부 수신 환경 개선을 목적으로 후쿠오카 타워 중계국이 개국
- 2007년 4월 1일 : 개국 10주년.
- 2010년 11월 22일 : 경영난에 따라 후쿠오카의 민영철도회사 니시닛폰 철도 산하 텐진 에프엠 주식 회사와 흡수 분할(사실상 텐진 에프엠에 사업 양도) 발표
- 2010년 12월 22일 : 총무성 큐슈 종합통신국이 규슈 국제 FM에서 텐진 에프엠에 면허 상속 승인.
- 2010년 12월 31일 : 주식회사 규슈국제FM을 통한 방송 종료.
- 2011년 1월 1일 : 텐진 에프엠 주식회사에 의해 방송이 시작.
- 2011년 7월 1일 : 회사명을 '러브 에프엠 국제 방송 "으로 변경.

## 후쿠오카현에 있는 다른 방송국

### 텔레비전 방송국
- NHK 후쿠오카 방송국(후쿠오카 · 지쿠고 지역 관할)
- NHK 기타큐슈 방송국(기타큐슈 · 지쿠호 지역 관할)
- 규슈 아사히 방송(KBC)(라디오 방송국 겸영, TV는 TV 아사히 계열국, 라디오는 NRN계열국)
- RKB 마이니치 방송(RKB)(라디오 방송국 겸영, TV는 도쿄 방송 계열국, 라디오는 JRN계열국)
- 후쿠오카 방송(FBS)(니혼 TV 계열)
- TVQ규슈방송(TVQ)(TV 도쿄 계열)
- TV 니시닛폰(TNC)(후지 TV 계열)

### 라디오 방송국
- CROSS FM(재팬 FM 리그계열, 기타큐슈 시내에 본사가 있음.)
- FM후쿠오카(JFN 계열)

## 같이 보기
- MegaNet
- FM인터웨이브